# Квемо-Кандаура
Квемо-Кандаура (груз. ქვემო ყანდაურა) — село в Грузии. Находится в Сагареджойском муниципалитете края Кахетия. Высота над уровнем моря составляет 680 метров. Население — 1013 человек (2014).